# General Growth Properties
Pour les articles homonymes, voir GGP.
General Growth Properties (GGP) est une entreprise américaine qui possède et gère des centres commerciaux ainsi que des immeubles à bureaux un peu partout aux États-Unis.

## Histoire
En 2008, elle a eu un revenu net de 3,9 milliards USD et employait 3 500 employés à plein temps. Son siège est situé à Chicago.
Le 16 avril 2009, GGP et 158 de ses 200 centres commerciaux ont déclaré faillite, ce qui en fait la plus importante de l'histoire des États-Unis en matière immobilière.
En novembre 2017, GGP a reçu une offre d'acquisition de 14,8 milliards de dollars de la part de son plus important actionnaire Brookfield Property, avant que GGP refuse cette offre.
En mars 2018, Brookfield Property Partners annonce l'acquisition des 66 % qu'il ne détient pas encore  dans General Growth Properties pour 15,3 milliards de dollars,.